# Конде сир Вир
Конде сир Вир (фр. Condé-sur-Vire) насеље је и општина у северној Француској у региону Доња Нормандија, у департману Манш која припада префектури Сен Ло.
По подацима из 2011. године у општини је живело 3342 становника, а густина насељености је износила 134,49 становника/km². Општина се простире на површини од 24,85 km². Налази се на средњој надморској висини од 28 метара (максималној 153 m, а минималној 17 m).

## Демографија
| 1962. | 1968. | 1975. | 1982. | 1990. | 1999. | 2011. |
| ----- | ----- | ----- | ----- | ----- | ----- | ----- |
| 1.952 | 2.621 | 3.035 | 3.091 | 3.000 | 2.984 | 3.342 |

График промене броја становника у току последњих година